# Bleptina bisignalis
Bleptina bisignalis är en fjärilsart som beskrevs av Druce. Bleptina bisignalis ingår i släktet Bleptina och familjen nattflyn. Inga underarter finns listade i Catalogue of Life.